# Порт Юлій
40°49′42″ пн. ш. 14°05′41″ сх. д. / 40.82833333° пн. ш. 14.09472222° сх. д.
Порт Юлій (лат. Portus Julius) — перша гавань, спеціально побудована як база для Римського західного військово-морського флоту, (Мізенський флот). Порт розташовувався біля Баї і був захищений півостровом Мізенум на північному заході Неаполітанської затоки. 

## Будівництво порту Юлій
Занурені залишки гавані та будівель (сірі)
Канал у гавань
Занурений піла римської гавані
Під час громадянських воєн з 39 до після Мізенумський пакт, Октавіан терміново потрібна була безпечна військово-морська гавань, у якій можна було б побудувати та навчити флот для кампанії проти Секст Помпей (молодший син с Помпей великий), який здійснював часті набіги на Італію та на судноплавні шляхи для постачання зерна в Рим. Щоб провести операцію, Октавіан звернувся до свого найближчого та найздібнішого соратника Марк Агріппа і обраний ним архітектор Кокцей.
Агріппа це знав Озеро Авернус був невидимий з навколишніх морських і затокових вод і вважав, що існування там флоту можна тримати в таємниці від флоту Секста, поки він не буде готовий завдати удару. План Агріппи, виконаний з 37–36 до н[2] мав прорити канал, щоб з’єднати озеро Авернус Лукрин Лакус (Озеро Лукріно) і другий, коротший канал із прихованим входом між озером Лукріно та морем.[3] Довгий під'їзний тунель, Гротта ді Коччейо, також був викопаний від озера Авернус на північ до міста Куми.[4] Інженерні виклики були величезними, а досягнення настільки важливими, що обидва Вергілій[5] а Пліній[6] згадайте гавань як одне з рукотворних чудес Італії.
Порт захищала довга морська стіна від Пунта-дель-Епітаффіо до Пунта-Карузо на піщаному краю озера Лукрінус і по якій проходила Віа Геркуланея. У стіні був канал, який дозволяв кораблям заходити в басейн Лукріно (і автомобільний рух перетинав дерев'яний міст). Зовнішня гавань за мисом Мізенум, можливо, обслуговувала діючі судна римського флоту та забезпечувала місце для тренувань, тоді як її внутрішній аналог[7] ймовірно, був розроблений для резервного флоту та для ремонту, а також як притулок від штормів.
Інноваційна стратегія Агріппи була підтверджена, оскільки будівництво нового флоту залишалося невідомим мандрівному флоту Секста. Коли він був завершений, повністю оснащений і навчений, флот Агріппи залишив свою секретну базу і переміг Секста на Битва при Наулоху (біля північного узбережжя Сицилії), вирішальна морська битва кампанії.
Покинутість і нова гавань у Мізенумі
Мис Мізено
Невдовзі після успішного завершення війни з Секстом перший Портус був залишений через накопичення мулу, що поставило під загрозу його судноплавство.[потрібна цитата] Оскільки секретність більше не є вимогою, поруч Мізенум став домом для другої та більшої версії військово-морської бази в 12 році до нашої ери.[8] Район порту повернувся до священного місця пекельних божеств і термальних процедур, а також до місця розкішних резиденцій. Наприкінці п'ятого століття хвилеріз Портус Юлій затонув через Брадісейсм.[9]
Римляни побудували нові хвилерізи поблизу Мізенум а базу живили в Аква Августа акведук який також постачав Cumae, Неаполіс, Помпеї та інші міста навколо затоки.
Завдяки своєму розташуванню територія контролювала все західне узбережжя Італії, острови та інші Мессінська протока.
Сучасний стан
Води оригінального Портуса Юлія все ще можна побачити сьогодні, хоча й набагато менші, оскільки одне з озер римського порту, озеро Лукріно, було значно зменшено в розмірах через появу великого вулканічного пагорба посеред озера в 16 столітт століття, пагорб, який зараз називається Монте Нуово ("нова гора"), і через затоплення берегової лінії.
Зовнішні частини Портуса зараз знаходяться приблизно на 5 м під поверхнею моря через вулканічний брадісеїзм, який протягом століть спричинив затухання землі; частину порту можна побачити зі скляних човнів або під час підводного плавання.[10]